# Issa Achjadowitsch Munajew

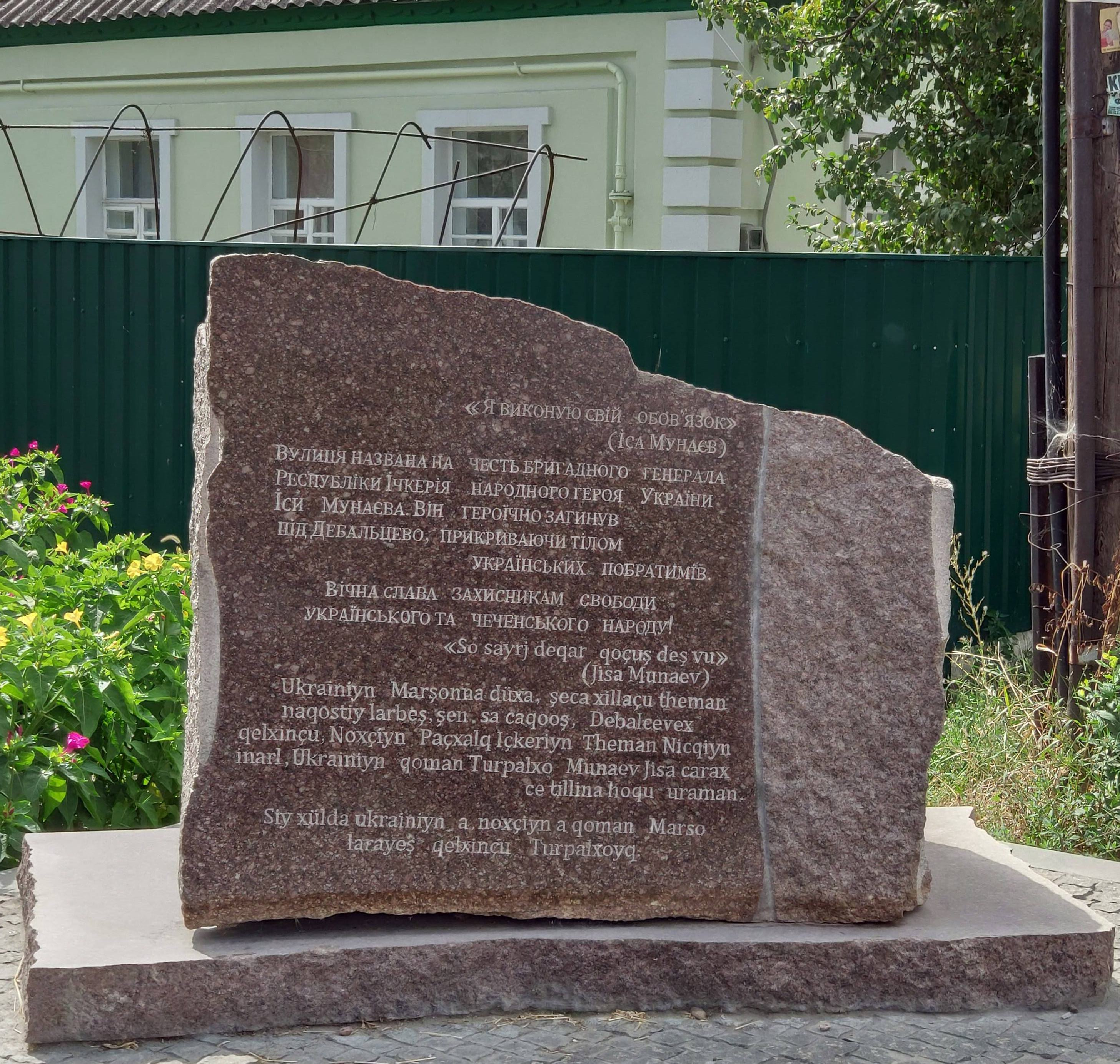
Gedenkstätte für Munajew

Issa Achjadowitsch Munajew (tschetschenisch Munaev Akhadiy Iisa; russisch Иса́ Ахья́дович Муна́ев; * 20. Mai 1965 im Dorf Yandi, Provinz Atschchoi-Martanowski, Tschetscheno-Inguschische Autonome Sozialistische Sowjetrepublik, UdSSR; † 1. Februar 2015 in Tschornuchyne, Oblast Luhansk, Ukraine) war ein tschetschenischer Feldkommandant, der am ersten und zweiten Tschetschenienkrieg sowie am bewaffneten Konflikt im Osten der Ukraine teilnahm.

## Biographie
Laut unbestätigten Angaben diente Munajew zwei Jahre in den Reihen des begrenzten Kontingents der sowjetischen Truppen in Afghanistan in den 1980er Jahren.
Während des Ersten Tschetschenienkrieges war Munajew Kommandeur des 1. tschetschenischen Angriffsbataillons (benannt nach Lemi Munajew) und zeitgleich Polizeichef von Grosny im Rang eines Obersts. In den Zwischenkriegsjahren (1996–1999) leitete er die Abteilung für innere Angelegenheiten des Bezirks Sawodsk von Grosny.
1999 ernannte Aslan Maschadow Munajew zum Oberbefehlshaber der militärischen Einheiten von Grosny. Noch im selben Jahr stieg er zum Militärkommandanten der Tschetschenischen Republik auf.
Mit dem Ausbruch des zweiten Tschetschenienkrieges übernahm Munjaew die Hauptverantwortung für die Verteidigung der tschetschenischen Hauptstadt. Während der Schlacht um Grosny bediente sich die von Munajew befehligten Einheiten der gezielten Guerillataktik gegen russische Truppen. Sie organisierten unter anderem Hinterhaltangriffe, sprengten die Militärfahrzeuge in die Luft und setzten Minenexplosionen unter den russischen Linien.
Nachdem sich Munajew 2005 bei einem der Kämpfe schwere Verletzungen zugezogen hatte, verhalfen ihm seine Mitstreiter zur Flucht ins Ausland. Er kam über die Türkei nach Dänemark und erhielt dort das politische Asyl, später sogar die Staatsbürgerschaft. Er gründete die sozialpolitische Bewegung „Freier Kaukasus“, agierte gleichzeitig als Generalstaatsanwalt der Regierung von Itschkerien im Exil.

## Krieg in der Ukraine
Nach dem Ausbruch bewaffneter Auseinandersetzungen mit den prorussischen Separatisten im Osten der Ukraine reiste Munajew in die Ukraine und zog mit seinem nach Dschochar Dudajew benannten Bataillon in den Krieg gegen die Einheiten der international nicht-anerkannten Volksrepublik Donezk und Lugansk.
Am Morgen des 1. Februars 2015 wurde Munajew während der Schlacht um Debalzewe in der Nähe der Siedlung Tschornuchyne durch einen Mörserbeschuss getötet. Kurz vor seinem Tod wollte Munajew die ukrainische Staatsbürgerschaft annehmen. Er wurde in Dnipro beigesetzt.

## Ehrungen
Im Juni 2015 wurde Munjaew der nichtstaatliche Titel Nationalheld der Ukraine (posthum) verliehen. Durch Beschluss des Stadtrats von Kiew trägt eine der Straßen der ukrainischen Hauptstadt seit Oktober 2017 den Namen von Munajew.